# Липовец (Львовская область)
Липовец (укр. Липовець) — село в Яворовской городской общине Яворовского района Львовской области Украины.
Население по переписи 2001 года составляло 161 человек. Занимает площадь 0,842 км². Почтовый индекс — 81022. Телефонный код — 3259.